# Rovigo
Rovigo é uma comuna italiana da região do Vêneto, província de Rovigo, com cerca de 51.104 habitantes. Estende-se por uma área de 108,81 km², tendo uma densidade populacional de 446 hab/km². Faz fronteira com Anguillara Veneta (PD), Arquà Polesine, Barbona (PD), Boara Pisani (PD), Bosaro, Ceregnano, Costa di Rovigo, Crespino, Lusia, Pontecchio Polesine, San Martino di Venezze, Vescovana (PD), Villadose, Villanova del Ghebbo.
O território do município é divido em frazioni (frações). São elas: Boara Polesine, Borsea, Buso, Concadirame, Grignano Polesine, Sarzano, Sant'Apollinare, Fenil del Turco, Granzette, Grignano Polesine, Mardimago, Roverdicrè e Cantonazzo. Destas frações, as sete primeiras eram município autônomos até 1927 quando foram incorporadas administrativamente a Rovigo (Buso e Sarzano formavam um só município, Buso Sarzano)

## Demografia
| Variação demográfica do município entre 1861 e 2011                               |
|                                                                                   |
| Fonte: Istituto Nazionale di Statistica (ISTAT) - Elaboração gráfica da Wikipedia |